# Orangestreifen-Falterfisch
Den Orangestreifen-Falterfisch (Chaetodon ornatissimus) findet man von Sri Lanka und den Malediven über Mikronesien und dem Great Barrier Reef bis nach Hawaii, den Marquesas und Ducie. Nördlich kommt er bis Südjapan vor, südlich bis zur Lord-Howe-Insel und Rapa Iti.
Er bevorzugt korallenreiche Lagunen und Außenriffe, wo er sich in flachem Wasser, bis in 15 Meter Tiefe aufhält. Jungfische leben allein und halten sich zwischen verzweigten Steinkorallen auf. Ausgewachsene Fische leben paarweise oder in kleinen Gruppen, Einzeltiere schließen sich Meyers Falterfisch (Chaetodon meyeri) an, der eine ähnliche Körperzeichnung hat. Der Orangestreifen-Falterfisch ist durch seine orangen Streifen auf den Seiten unverwechselbar.
Die Tiere werden 18 Zentimeter lang. Als Nahrungsspezialist ernährt er sich von Korallenpolypen und ist deshalb auch nicht für die Haltung im Meerwasseraquarium geeignet. Er überlebt kaum mehr als ein paar Wochen.
Flossenformel: Dorsale XII–XIII/24–28, Anale III/20–23